# Claut
Claut is een gemeente in de Italiaanse provincie Pordenone (regio Friuli-Venezia Giulia) en telt 1135 inwoners (31-12-2004). De oppervlakte bedraagt 166,3 km², de bevolkingsdichtheid is 7 inwoners per km².

## Demografie
Claut telt ongeveer 538 huishoudens. Het aantal inwoners daalde in de periode 1991-2001 met 11,0% volgens cijfers uit de tienjaarlijkse volkstellingen van ISTAT.
| Jaar | Inwoneraantal |
| ---- | ------------- |
| 1991 | 1327          |
| 2001 | 1181          |

## Geografie
Claut grenst aan de volgende gemeenten: Barcis, Chies d'Alpago (BL), Cimolais, Erto e Casso, Forni di Sopra (UD), Forni di Sotto (UD), Frisanco, Pieve d'Alpago (BL), Tramonti di Sopra.